# RVL Aviation
RVL Aviation ist eine britische Spezialcharterfluggesellschaft mit Sitz und Basis am East Midlands Airport. Die Gesellschaft wurde als Atlantic Air Transport gegründet und wurde im April 2007 in RVL Aviation umbenannt, als Teile der ehemaligen Air Atlantique-Gruppe unabhängige Betriebe wurden. Im Herbst 2010 verlagerte das Unternehmen sein Kerngeschäft vom Coventry Airport zum East Midlands Airport.
Neben Ad-hoc-Passagier- und Frachtchartern ist das Unternehmen auf Luftvermessung und -überwachung für eine Vielzahl von Kunden spezialisiert, darunter Operationen für die Maritime and Coastguard Agency (MCA). Die Arbeit für die MCA umfasst Überwachung und Such- und Rettungsunterstützung sowie die Bereitstellung von Flugzeugen in Bereitschaft zum Besprühen von Ölverschmutzungen mit Dispergiermitteln.

## Flotte
Die Flotte von RVL Aviation besteht mit Stand 2023 aus 3lf Flugzeugen:
- 4 Beechcraft B200 King Air
- 1 Beechcraft 260 King Air
- 6 Reims-Cessna F406

## Ehemalige Flugzeugtypen
- 1 Britten-Norman BN-2 Islander
- 1 Cessna 404
- 2 Partenavia P.68
- 2 SAAB 340B